# Val Chero
La Val Chero è una valle dell'Appennino ligure, formata dall'omonimo torrente situata interamente in provincia di Piacenza.

## Geografia fisica
La val Chero è formata dal torrente Chero, che nasce dal monte Obolo, nel comune di Gropparello, a circa 900 m s.l.m. Alla testata della valle si trovano lo stesso monte e il passo dei Guselli, valico posto nel territorio comunale di Morfasso che mette in comunicazione la valle con la val d'Arda.
Confina a ovest con la val Vezzeno, la val Riglio e la val Nure e a est con la val Chiavenna e la val d'Arda.

### Valichi
La val Chero è messa in comunicazione con la val d'Arda tramite il passo delle Donne e il passo dei Guselli e con la val Nure tramite il valico di Prato Barbieri.

### Monti
Il monte più alto della valle è il monte Obolo, situato tra la val Riglio, la val Chero e la val Nure, nei pressi del quale nascono il Riglio e il Chero e che raggiunge un'altezza di 1098 m s.l.m..
Tra i monti principali della valle si trovano la Croce dei Segni (1072 m s.l.m.), il monte Cornetto (985 m s.l.m.), il monte Moria (903 m s.l.m.) e il monte Rovinazzo (858 m s.l.m.), tutti posti tra la val d'Arda e la val Chero.

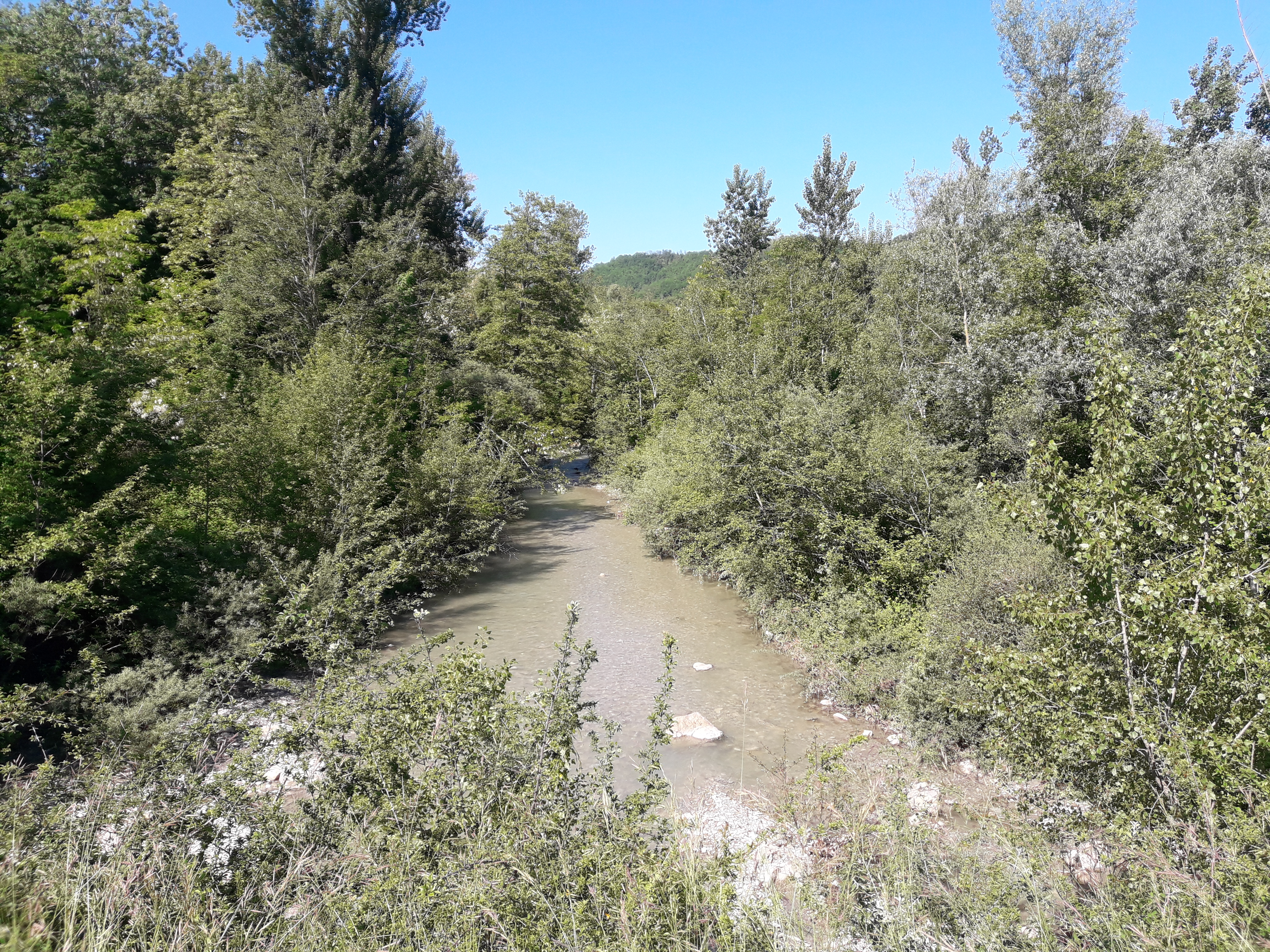
Il torrente Chero nei pressi di Veleia

### Idrografia
Il corso d'acqua principale della valle è il torrente Chero, lungo 47 km e con un bacino idrografico di 81,7 km².
Il reticolo secondario di affluenti del Chero, caratterizzato principalmente da corsi d'acqua artificiali, non presenta particolare rilevanza, specialmente nel tratto montano. Tra gli affluenti si segnalano il rio Carbonaro, affluente di destra che confluisce nel Chero nei pressi di Badagnano, e dove sono stati ritrovati fossili risalenti al Pliocene medio-superiore e i rii Lubia, Lubietto e San Michele che scendono dalla zona della Croce dei Segni e del monte Moria.

### Parchi
La val Chero è interessata da alcuni parchi:
- Parco regionale dello Stirone e del Piacenziano: parco regionale costituito nel 2011 unificando la riserva naturale geologica del Piacenziano, che includeva una porzione della val Chero, con il parco regionale dello Stirone. La porzione di val Chero inclusa nel parco ricade amministrativamente nei comuni di Crapaneto Piacentino, Gropparello e Lugagnano Val d'Arda[6] e si caratterizza per la presenza di fossili risalenti al pliocene medio-superiore, ritrovati nelle pareti a strapiombo sul torrente Chero, formate da sabbie argillose grigie, residui di un ambiente costiero, e gialle, residui di una battigia[7]
- Parco provinciale Monte Moria: area di salvaguardia naturalistica che si estende per circa 1000 ettari nella zona del monte omonimo e della Croce dei Segni, sullo spartiacque tra la val Chero e la val d'Arda, tra i comuni di Morfasso e Lugagnano Val d'Arda. Il parco è gestito da un consorzio e coperto per tre quarti da boschi di castagni, ginestre, faggi, carpini, nocciole e abeti[8].

## Origini del nome
La val Chero anticamente era denominata Carius vallis o Carii vallis, dall'antico nome del torrente Chero.

## Storia
In epoca pliocenica la val Chero, così come le vallate limitrofe, era occupata dal mare, come testimoniato dai numerosi ritrovamenti di reperti fossili, tra i quali spicca il cranio completo di un cetaceo rinvenuto nel 1983 a Tabiano di Lugagnano e conservato al museo geologico G. Cortesi di Castell'Arquato.

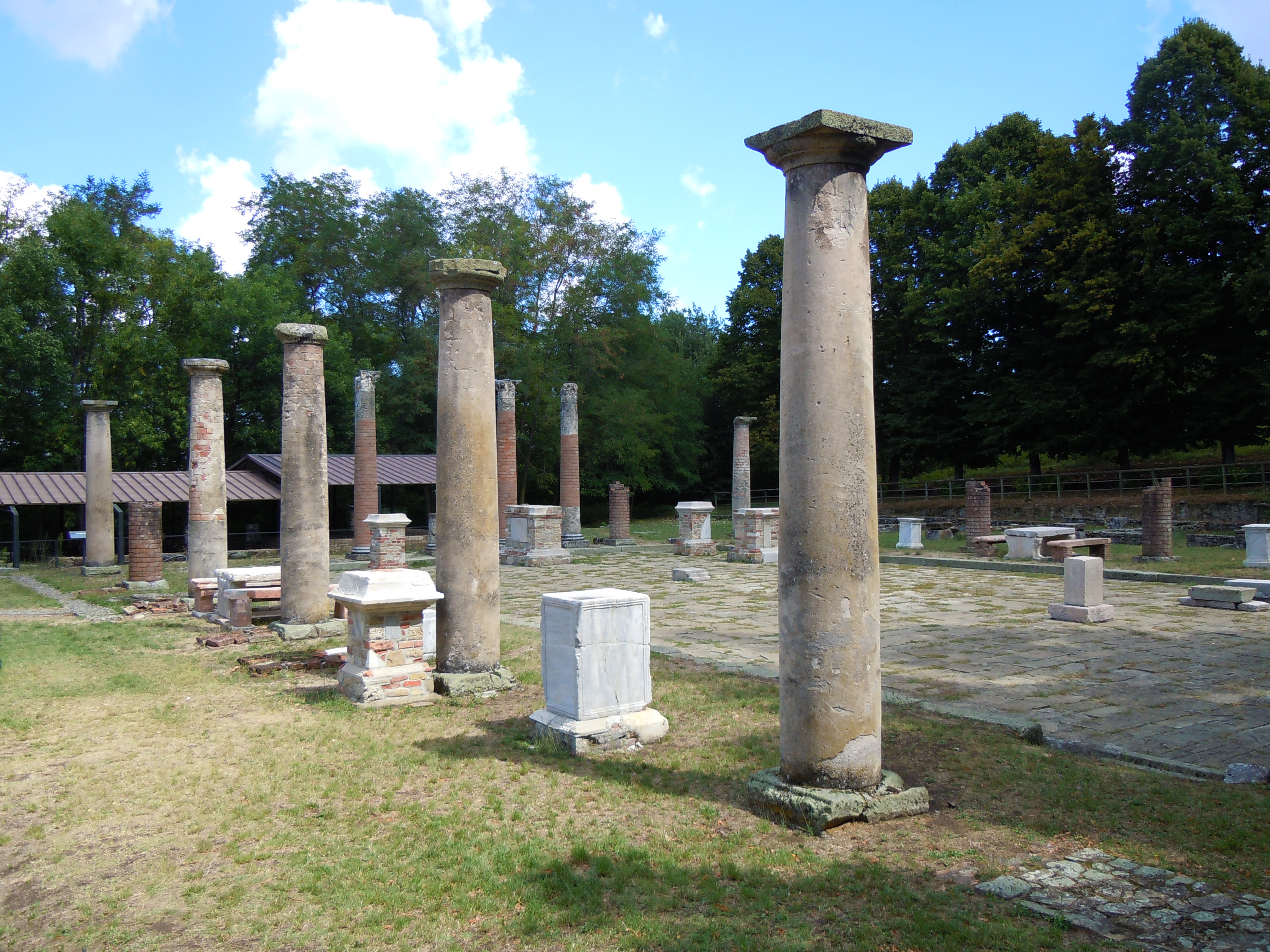
Area archeologica e Antiquarium di Veleia - MIBAC

La val Chero, più precisamente la zona di Veleia, frazione del comune di Lugagnano Val d'Arda, è abitata sin dalla preistoria, a testimonianza di ciò sono stati ritrovati i resti di alcuni sepolcri a cremazione, risalenti alla seconda età del ferro, a nord-est dei resti romani, oltre a questi sono stati ritrovati anche reperti risalenti all'età del bronzo.
L'insediamento vero e proprio di Veleia viene fondato dai liguri veleiati, da cui deriva il toponimo. Nel 158 a.C., con la definitiva sottomissione dei liguri al dominio di Roma, la zona viene occupata pacificamente dai romani.
Lo sviluppo del centro avviene, principalmente, in cinque periodi temporali: i primi due, durante la tarda repubblica, il terzo nell'epoca augustea, il quarto nella prima metà del I secolo e, infine, l'ultimo di poco successivo. Veleia conosce una decadenza a partire dalla fine del III secolo a causa dei danni prodotti dalle frane a cui la zona è soggetta e della crisi economica generata dalla concentrazione dei terreni nelle mani di grandi proprietari terrieri: l'epigrafe più recente ritrovata durante gli scavi è datata 276 d.C.. Ai precedenti fattori si somma la decadenza dell'impero romano stesso. L'esame di alcune monete tardo-imperiali attesta la sopravvivenza di Veleia fino al V secolo, prima del completo abbandono.
Dalla fine dell'VIII secolo la valle, così come altre valli limitrofe, fu soggetta al dominio dell'abbazia di val Tolla, situata a Monastero di Morfasso, rimanendovi alle dipendenze fino al 1535 quando, a causa della soppressione dell'abbazia, venne ceduta alla famiglia Sforza ad opera di papa Paolo III.
Nel 1747 viene ritrovata in circostanze casuali, in un prato situato di fronte alla chiesa di S.Antonino, la tabula alimentaria traianea, iscrizione bronzea risalente all'epoca di Traiano: il ritrovamento dà il "la" all'inizio degli scavi, avvenuto nel 1760, che hanno permesso la riscoperta del centro di Veleia.
A partire dal 1866 cominciano in val Riglio e in val Chero, ricerche petrolifere, condotte inizialmente da una società genovese, poi dal conte Marazzani, dalla società francese Petroles de Montechino e, infine, dal barone francese Adolfo Zipperlen proprietario della Società Francese dei Petroli, sotto il quale l'attività d'estrazione diventa operativa nel 1888.
Durante la seconda guerra mondiale la vallata è teatro di scontri tra truppe tedesche e repubblichine e formazioni partigiane. Nella mattinata del 4 dicembre 1944 una colonna di circa settanta militari appartenenti alla divisione Turkestan, senza mezzi a motore, proveniente da Bettola e diretta a Morfasso, supera la località di Prato Barbieri e si attesta ai Guselli, frazione del comune di Morfasso posta in cima all'omonimo passo, spargendosi nelle case alla ricerca di cibo. Notata una colonna partigiana proveniente da Morfasso, viene predisposto un agguato collocando alcune mitragliatrici in luoghi defilati della località.
Alle 9.30, i primi partigiani, arrivati a bordo di una motocicletta, vengono bloccati e fatte prigionieri senza spargimenti di sangue. Due ore più tardi, il grosso della colonna partigiana, composta da alcune auto, da un Fiat 626 adattato ad ambulanza e da un Fiat 666, vengono sorpresi dal fuoco delle mitragliatrici: dei circa sessanta partigiani presenti sui vari veicoli venticinque vengono uccisi nei combattimenti sul posto e dieci vengono fatti prigionieri: di questi ultimi due verranno rilasciati il giorno successivo, uno riuscirà a fare ritorno da un campo di prigionia in Germania, dove invece morirono gli altri sette catturati. Considerando anche i morti dei combattimenti dei giorni successivi, il bilancio totale è di quarantaquattro partigiani uccisi.
Dopo la fine della guerra, nel 1950 viene sospesa l'attività estrattiva, con i pozzi che vengono in gran parte smantellati.

## Monumenti e luoghi d'interesse

### Architetture militari
Castello di BadagnanoFondato probabilmente nel [1383, come testimoniato da un'epigrafe situata nella cantina, fu di proprietà delle famiglie Dal Pozzo, Landi, Forvici e Rossi. Nel 1919 divenne di proprietà di Giovanni Filippi che lo adattò ad un uso abitativo abbassando la torre di circa 10 m. Alla torre si affianca il corpo principale, in sasso.

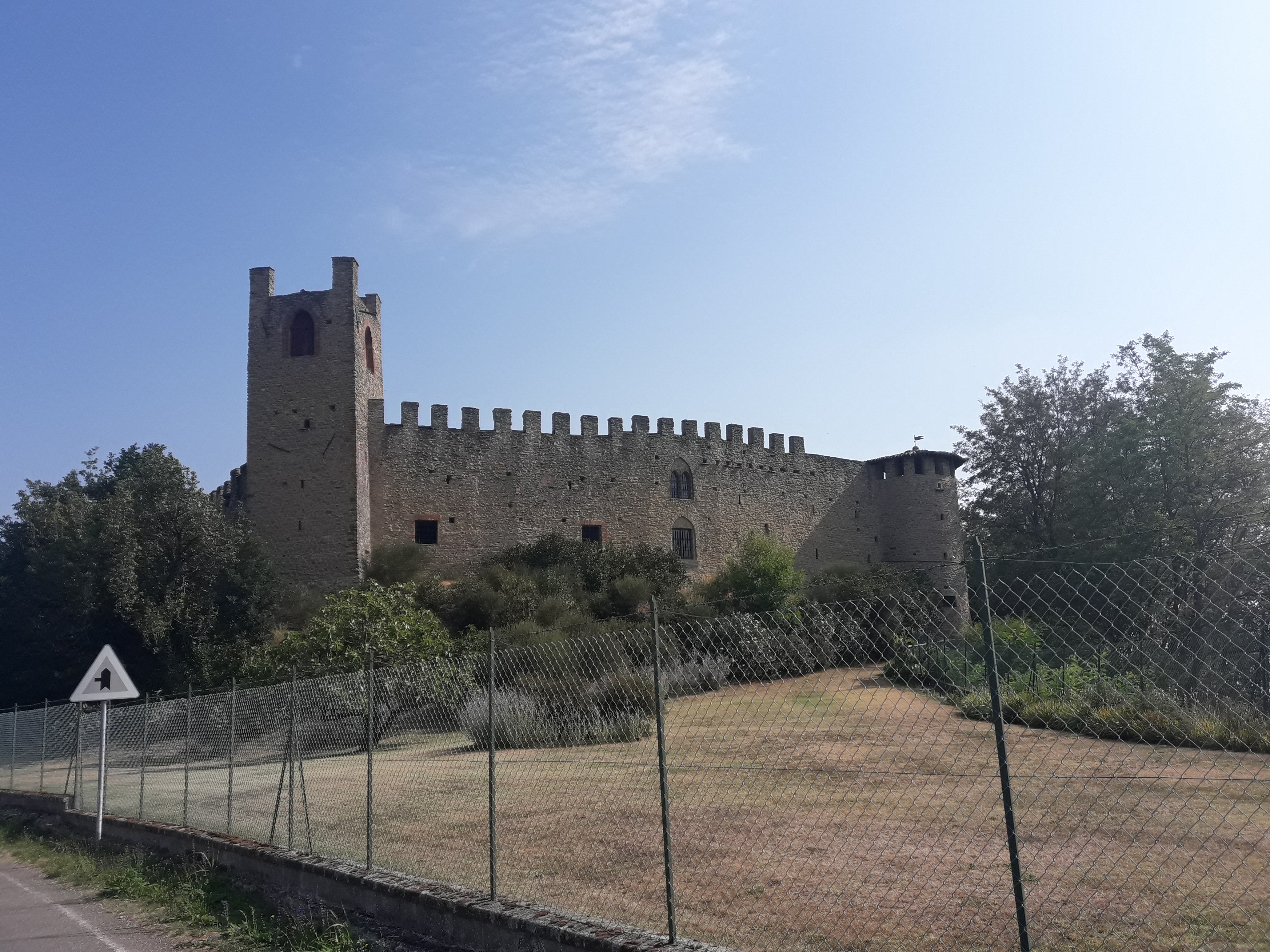
Il castello di Magnano

Castello di MagnanoLe prime tracce storiche del castello risalgono al 1288 quando venne venduto dalla famiglia Mancasola alla famiglia Della Volta Landi; in seguito fu di proprietà degli Scotti dalla fine del XV secolo fino al 1877. Si configura come un castello-recinto, tipologia costruttiva poco diffusa nel piacentino, con una pianta di forma trapezoidale irregolare dovuta principalmente alla morfologia della collina su cui sorge. L'edificio si compone di un corpo centrale e di due torri: una di forma quadrata e una circolare.
Castello di MasanaSituato non lontano da Travazzano, di origine trecentesca, appartenne alle famiglie Pallastrelli e Chiapponi. Nel 1860 ospitò il vescovo di Piacenza Antonio Ranza che aveva abbandonato la città per non dover officiare la messa in onore del re Vittorio Emanuele II. L'originale struttura medievale ha subito ampie trasformazioni, con la conservazione di una sola delle quattro torri inizialmente presenti.
Castello di OlmetoCostruito in epoca incerta, venne distrutto nel 1216 da parte di truppe cremonesi e parmensi. Successivamente fu di proprietà del vescovo di Piacenza, dei canonici di santa Maria in Gariverto, dei Visdomini, dei Mandelli e degli Zardi Landi, prima di diventare possesso della famiglia Gandolfi. L'edificio presenta due torri di forma rotonda ribassate e tracce di un ponte levatoio non più presente. Nell'oratorio annesso al complesso è presente una statua della Vergine Maria, risalente al quattrocento e restaurata nel 1713 a cui il popolo attribuiva la funzione di protezione nei confronti della grandine.
Castello di RezzanoIntorno all'anno Mille l'edificio era di proprietà del vescovo di Piacenza, venne, poi, donato al monastero di San Savino. Fu distrutto una prima volta nel 1246 da Enzo di Svevia e, poi, nuovamente nel 1314 da parte di Galeazzo I Visconti. Nel 1636 vi si combatté una battaglia tra le forze locali guidate da Alfonso Pallastrelli e Cristoforo Confalonieri e l'esercito spagnolo in lotta contro Odoardo I Farnese. L'edificio è stato, infine, adattato alla funzione residenziale con il ribassamento, avvenuto nel XIX secolo della torre quadrata.
Castello di RustigazzoSituato nella piazza centrale dell'omonima frazione lugagnanese, venne realizzato tra il duecento e il trecento e fu di proprietà della famiglia Anguissola Scotti. La fortificazione fu, in seguito, trasformata in abitazione privata in seguito all'acquisto da parte della famiglia Villa.
Castello di TravazzanoCitato per la prima volta nell'XI secolo quando venne utilizzato da alcuni nobili piacentini in fuga dalla città, fu, fino ai primi anni del XX secolo, la residenza estiva del vescovo di Piacenza, per poi entrare nelle proprietà del seminario di Bologna. Originariamente caratterizzato da quattro torri angolari, due delle quali andate distrutte, contiene al suo interno un camino con lo stemma della famiglia Chiapponi.

### Siti archeologici

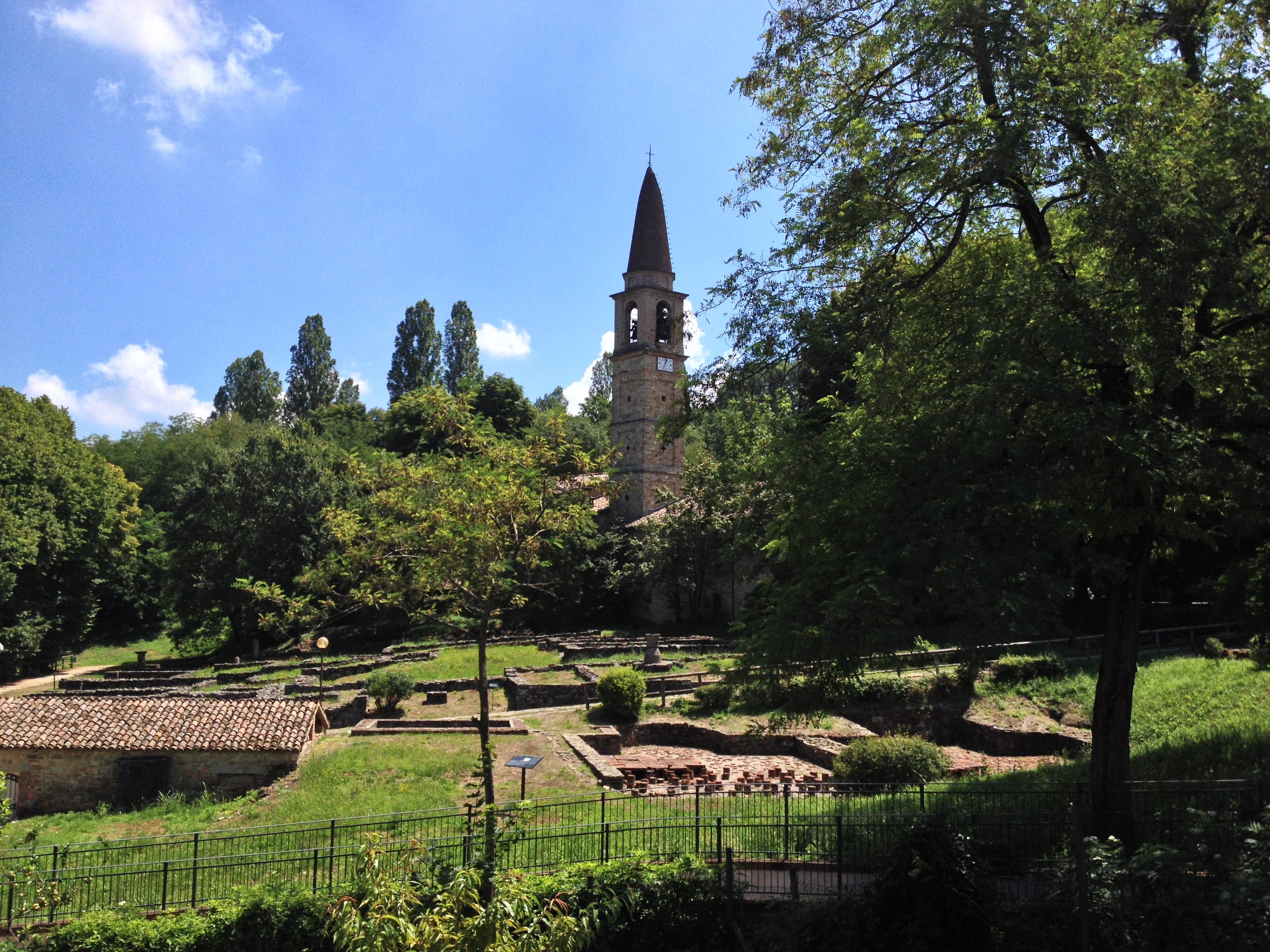
Gli scavi archeologici di Veleia

Scavi archeologici di VelleiaNella frazione lugagnanese di Veleia, a seguito del ritrovamento, nel 1747, della tabula alimentaria traianea si sono sviluppati, grazie principalmente a Filippo I di Parma, gli scavi che hanno riportato alla luce l'antico municipio romano. Sono stati riportati alla luce il foro, circondato da un portico di colonne tuscaniche e da alcuni edifici di carattere pubblico e privato, la basilica, a navata unica, ed alcuni edifici termali. La maggior parte dei reperti sono conservati nel museo archeologico nazionale di Parma; alcuni reperti, unitamente ad alcune copie dei reperti ospitati a Parma, si trovano nell'antiquarium, aperto nel 1975 e ricavato dalla palazzina che, durante l'Ottocento, aveva ospitato la direzione degli scavi.

## Economia
Nella val Chero, così come nella limitrofa val Riglio, sono presenti giacimenti di gas naturale e petrolio, che vennero sfruttati a livello industriale dal 1888 al 1950. Il culmine di questa attività si ebbe ai primi del novecento. In questi anni vennero aperti complessivamente, tra val Chero e val Riglio, 349 pozzi, profondi tra i 500 e i 1 100 metri, alcuni capaci di una produzione giornaliera di 40 000 litri di petrolio. Le località maggiormente interessate dalle trivellazioni furono Montechino in val Riglio e Veleia in val Chero. Le attività di ricerca vennero sospese nel 1950, quando il petrolio piacentino non riuscì più ad essere competitivo con quello estero.

## Infrastrutture e trasporti
La vallata è risalita da nord a sud dalla strada provinciale 14 della Val Chero che, partendo da Carpaneto, raggiunge il passo dei Guselli. Qui la strada interseca la strada provinciale 15 di Prato Barbieri che permette il collegamento con Morfasso e la val d'Arda e con Bettola e la val Nure tramite il valico di Prato Barbieri. Da Prato Barbieri si dirama la strada provinciale 10 bis di Castellana che discende la valle dal versante opposto rispetto alla strada provinciale 14 per, poi, raggiungere il centro di Gropparello, posto in val Vezzeno. La strada provinciale 10 bis e la strada provinciale 14 sono collegate tra di loro, all'altezza di Veleia, dalla strada provinciale 14 bis di Veleia.

## Amministrazione
La val Chero appartiene amministrativamente ai comuni di Carpaneto Piacentino, Gropparello, Lugagnano Val d'Arda e Morfasso; Carpaneto Piacentino comprende porzioni territoriali su entrambe le sponde del Chero, Gropparello sulla sinistra orografica, mentre Lugagnano Val d'Arda e Morfasso sulla sponda opposta. Nessuno dei capoluoghi comunali si trova in val Chero. 
L'alta valle, ricadente nei comuni di Gropparello, Lugagnano Val d'Arda e Morfasso, ha fatto parte della comunità Montana valli del Nure e dell'Arda, fino alla sua chiusura avvenuta nel 2013.